# Famille Peruzzi
 (juillet 2024).
Si vous disposez d'ouvrages ou d'articles de référence ou si vous connaissez des sites web de qualité traitant du thème abordé ici, merci de compléter l'article en donnant les références utiles à sa vérifiabilité et en les liant à la section « Notes et références ».
La famille Peruzzi, entre le XIIe et le XVe siècle, fut une des lignées bourgeoises les plus influentes et prospères de la République de Florence, en Toscane. Son ascension s’inscrit dans le contexte du mouvement communal. Les Peruzzi s’illustrèrent sur les plans politique et économique, bénéficiant principalement de leurs liens privilégiés avec la papauté, la maison d'Anjou-Sicile et la monarchie britannique. Ils constituèrent une super-compagnie dont les activités commerciales, financières et manufacturières s’étendaient à travers l’Europe et le bassin méditerranéen. À l’instar d’autres marchands-banquiers florentins, certains Peruzzi pouvaient contourner la loi pour parvenir à leurs fins. Leur déclin relatif commença au milieu du XIVe siècle à la suite de leur retentissante faillite. Ils préservèrent tout de même l’essentiel de leur fortune et demeurèrent présents sur la scène politique. Ils participèrent à divers complots de près ou de loin pour retrouver leur pouvoir d’antan. Leurs échecs et l’avènement du règne des Médicis, au milieu du XVe siècle, consacra leur marginalisation politique. Leur passage laissa des traces qui feront leur renommée.  

## Les origines et l’ascension de la famille Peruzzi

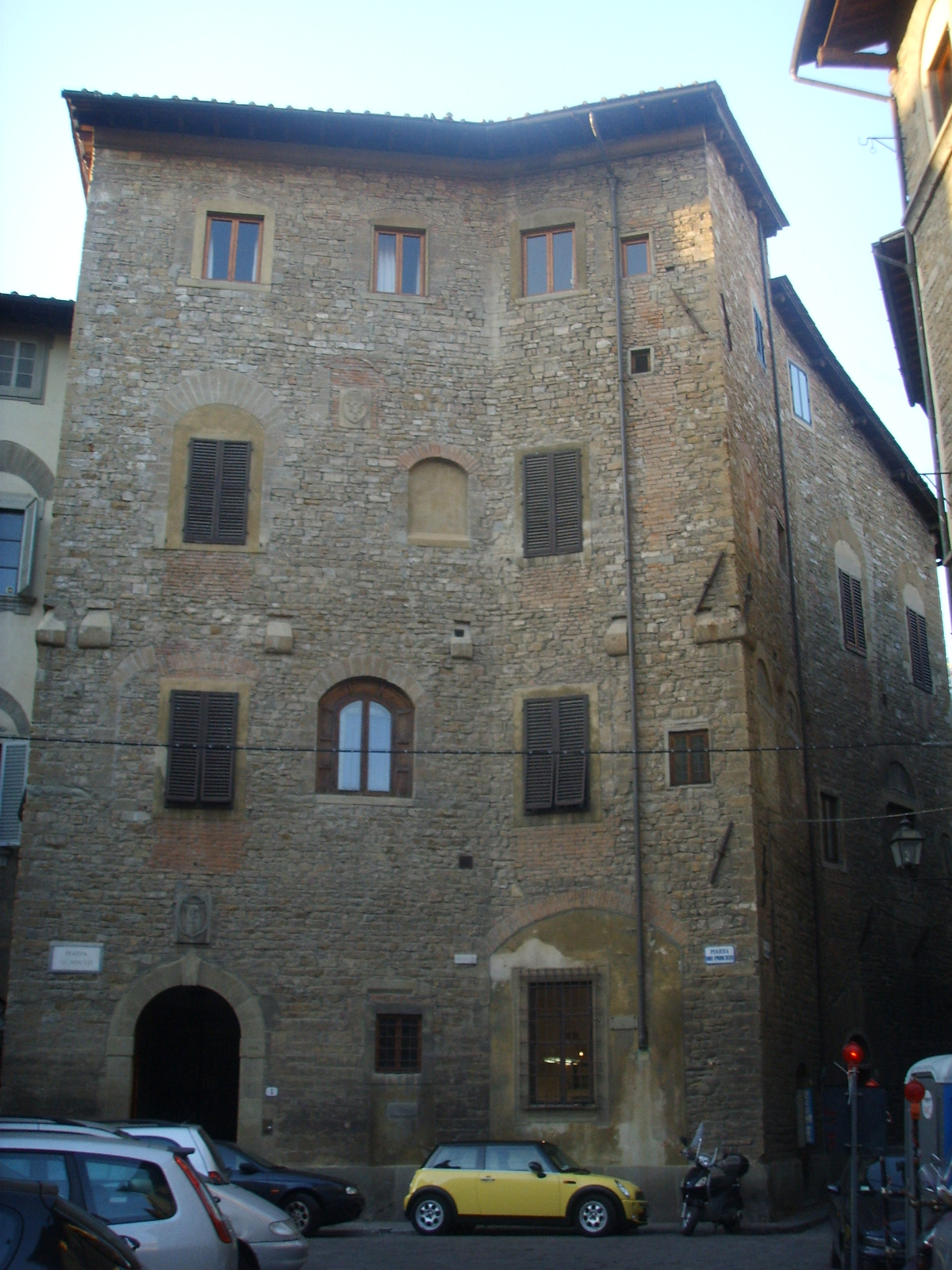
Maison-tour Perruzzi

Le plus lointain ancêtre connu de la famille Peruzzi est Ubaldino di Peruzzo, domicilié en 1150 dans le village de la Ruota situé dans le Valdarno, près de la ville de Florence. Peut-être fonde-il une « consorteria » (une coterie), dans l’esprit du « campanilismo », qui entraînait les clans familiaux à se livrer à des guerres de clocher pour faire valoir leurs intérêts politiques et économiques. Quoi qu’il en soit, les Peruzzi s’installent ensuite à Florence. En 1203 Guido Peruzzi devient un Conseiller de la cité. Les Peruzzi intègrent la corporation marchande du change et de la laine (Arte di Calimala), puis plus tard, celle des banquiers et des changeurs de monnaie (Arte del Cambio). Le nom des Peruzzi apparaît dans les affaires bancaires françaises en 1248. La première attestation d’une compagnie des Peruzzi date de 1274, celle de Filippo. Il semble aussi qu’une petite succursale des Peruzzi est présente à Naples dès les années 1270.
Les Peruzzi qui hissèrent la « casato » (la maison) dans les hautes sphères du pouvoir furent Filippo et Arnoldo, fils d’Amedeo di Filippo di Peruzzi. Chacun d’eux forma une branche distincte de la lignée. À cette époque les cités italiennes se divisaient entre les partisans de l’empereur (gibelins) et de la papauté (guelfes). Au début des années 1260, Filippo en tant que conseiller de Florence est gibelin, tandis que la branche d’Arnoldo est guelfe. Dans l'opposition au sein de la cité, ce dernier contribue à lever des fonds secrètement pour chasser les gibelins avec l'aide militaire de Charles Ier d'Anjou. Après la défaite de ceux-ci à Bénévent en 1266 et à Tagliacozzo en 1268, Filippo est contraint à l'exil, se fait peut-être mercenaire, tout en menant à bien ses affaires, avant de revenir à Florence en 1280 dans le sillage de la réconciliation entre les guelfes et les gibelins. L’instauration d'un nouveau gouvernement bourgeois est consacrée par les ordonnances de justice qui excluent du pouvoir la plupart des anciennes familles aristocratiques (les Magnats). Les deux branches de la famille Peruzzi se réunissent et ses membres deviennent d’éminents représentants de la république de Florence. Trois d’entre eux la servent comme prieurs, le plus haut poste du gouvernement, entre 1282 et 1292.
Le palais des Peruzzi est bâti durant cette période, dans le « sestiere » de l'Église San Pier Scheraggio, le centre politique de Florence tout au long du XIIIe siècle. L’union de la famille est consacrée par la création d’une compagnie spéciale divisée en deux parts égales, entre Arnaldo et Filippo, une pour acheter des terres dans le « contado », l’autre pour l’acquisition de bâtiments en ville, chacune s’appuyant sur des livres de comptabilités conjoints. Arnoldo en 1289, s’occupant de la succursale de Naples, sert de conseiller à Charles II. Celle-ci exporte des grains de Brindisi en Grèce par les bateaux de l’ordre des Templiers, gère les marais salants de la papauté, fait le commerce du sel et est implantée au Proche-Orient. 
Jusqu’à sa mort en 1303, Filippo et la famille réussissent à traverser sans trop de dégât cette période très houleuse politiquement. Ils ne sont pas atteints par les ordonnances de justice de 1292 contre les Magnats et ils évitent aussi d’être emportés dans la tourmente entre les guelfes Blancs et Noirs. S’ils s'élevèrent socialement grâce à la papauté et à la couronne française, ils auraient néanmoins financer l’expédition de Philippe le Bel en 1303 pour kidnapper Boniface VIII dans ce qui est connu comme l'attentat d'Anagni.

## Réseau politique, commercial et financier des Peruzzi
La papauté, les Angevins et des marchands-banquiers florentins trouvèrent des intérêts communs, essentiellement politiques et financiers, à s'opposer aux ambitions impériales des Hohenstaufen. Dès la fin des années 1260, les Angevins s’emparent du pouvoir à Naples avec l’aide des bourgeois guelfes florentins et chassent les gibelins de Florence. Grâce à ces alliances, des      marchands-banquiers florentins constituèrent des super-compagnies (celles des Bardi, des Acciaiuoli et des Peruzzi). Leurs capitaux de base découlaient de trois sources complémentaires : les foires de champagnes où commerçaient des marchands-banquiers florentins; les revenus de l’Église à travers l’Europe que ces derniers gérèrent à partir des années 1270; les ressources du Sud de l’Italie que les forces angevines leur permirent d’acquérir,.

### La super-compagnie des Peruzzi
C’est durant la période allant de 1292 à 1303 que la compagnie familiale des Peruzzi devient une super-compagnie, formant une société incorporée constituée d’actionnaires mais dont le contrôle majoritaire demeurera entre les mains des membres du clan Peruzzi jusque dans les années 1330,. Ces super-compagnies se caractérisaient par l’intégration et la concentration de divers secteurs d’activités (commerciaux, manufacturiers, financiers), dont les ramifications faites de différentes branches et filières se déployaient à travers l’Europe, la côte africaine et le bassin méditerranéen d'est en ouest. Les fonds de la super-compagnie se composaient de deux éléments principaux, soit le capital social (la somme des apports de chaque associé à la compagnie) et les dépôts (les investissements du personnel et des particuliers rapportant un intérêt fixe de 7 à 8 % par an pour les uns et de 6 à 10 % pour les autres).
Les marchandises que ces super-compagnies trafiquaient se répartissaient en quatre catégories principales (les denrées alimentaires, les objets vestimentaires, les produits exotiques, les armes et les métaux). Elles s’adonnaient aussi au change et à la banque, effectuant pour elles-mêmes ou pour des tiers des transactions financières à travers leurs réseaux de succursales, que ce soit en florins ou en toutes sortes de monnaies, autant que par l'entremise d'un vaste système de crédit alimenté par les lettres de change. Leurs multiples compétences et connexions leur permettaient de s’adonner à d’autres activités afférentes, telles que l’assurance, la frappe de monnaie (de fiorino ou autres), le service postal, la transmission d’informations.
Concernant les bénéfices des super-compagnies, les Peruzzi au début du XIVe siècle versaient en dividende en moyenne 16% à leurs associés. Les inégalités économiques de l’époque transparaissent en considérant que le revenu annuel moyen d’un ouvrier spécialisé représentait 5% (66 lires) de celui de l’une des branches familiales du clan Peruzzi (1219 lires). Les conditions de vie devaient être encore moins faciles pour la plupart des personnes qui n’étaient pas aussi bien qualifiées.

#### Partenariat avec les Angevins
Florence pouvait difficilement se passer des grains du sud de l’Italie. Les prêts des bourgeois florentins consentis à la maison d'Anjou-Sicile avaient pour fonction de lui en assurer un approvisionnement constant et de leur procurer divers privilèges, tels que des sauf-conduits, des monopoles sur les marchés, les ressources naturelles et les produits agricoles, des droits d’exportation concernant les ports d’Apulie, des exemptions fiscales diverses et même le contrôle direct des taxes portuaires dans les provinces adriatiques du Royaume de Naples. Par exemple les Peruzzi, en 1304-1305, prêtent à Charles II plus de 9000 onces d’or pour financer la répression d’une insurrection en Sicile, dans la foulée des Vêpres siciliennes. En 1308, ils sont placés en charge de collecter les taxes liés à l’exportation de grains provenant des Abruzzes, un secteur commercial qui, de surcroît, était en grande partie sous leur contrôle. Les marchands-banquiers florentins bouclaient la boucle en exportant leurs propres productions de textiles (à partir de la laine anglaise, flamandes et française, et parfois même du sud de l’Italie) soit vers celui-ci ou vers les cités du nord qui n’en manufacturaient pas, telles que Gênes, Venise et Sienne. Il n’est pas anodin de souligner que le roi Robert Ier de Naples logea au palais des Peruzzi en 1310.

##### Partenariat avec la couronne britannique
Les Bardi étaient implantés en Angleterre depuis 1267 et les Peruzzi les rejoignirent peu de temps après. Les marchands-banquiers florentins contractaient avec les producteurs de laine, dont les monastères étaient parmi les plus importants, et les revendaient à leurs manufacturiers et à leurs clients en Flandres ou ailleurs dans la péninsule italienne. Aussi les prêts consentis à la couronne britannique par les Peruzzi, notamment basés sur des gages pris sur les mines d'argent du Devon, leur procuraient des avantages commerciaux et fiscaux.

## Droit commercial, fraudes fiscales et détournements de fonds
L’omniprésence des marchands-banquiers florentins leur permis de déployer, à travers les diverses juridictions sur lesquelles s’étendaient leurs réseaux, un éventail de stratagèmes pour profiter de leur statut informel, notamment en multipliant les citoyennetés, en contournant les lois, en échappant à la fiscalité. Ils pouvaient usurper l’identité de marchands-banquiers italiens d’autres cités afin de bénéficier de leurs avantages commerciaux, ou encore éviter d’être inculpés ou de se faire expulser.
Au moins deux histoires de détournements de fonds concernant la super-compagnie des Peruzzi  sont connues à ce jour. La première remonte à la fin des années 1320. Tommaso di Arnoldo Peruzzi, le chef de la compagnie depuis 1303, emmène en procès un de ses facteurs d’une succursale anglaise, Silimmanno, pour avoir surfacturé des comptes et détourner des fonds avec l’aide de son frère, d’un orfèvre peu scrupuleux et peut-être même du directeur de la filiale. Cette affaire révèle des liens obscurs entre la  super-compagnie, ses investisseurs et le milieu interlope de l’époque.
L’autre histoire se déroule juste avant que la compagnie des Peruzzi ne fasse faillite. En 1341, certains membres du                          « popolo grasso» semblent vouloir profiter de leurs fonctions politiques pour détourner les fonds publics en faveur de leurs portefeuilles. Pacino di Tommaso Peruzzi est un de ceux-là. Il aurait empoché une partie des impôts de la cité, comme l’indique l'enquête menée en 1343 par Gautier VI de Brienne durant son bref et tumultueux règne à Florence.

## L'Angleterre, le déclin et la faillite de la super-compagnie des Peruzzi
Des compagnies de marchands-banquiers connaissent diverses difficultés financières dès le tournant du début du XIVe siècle. Les conflits entre les rois français et anglais n’aident rien à l’affaire. Le monarque français expulse la plupart des Lombards au crépuscule du XIIIe siècle, tandis que les faillites des compagnies florentines auprès de la couronne britannique se succèdent.
En Angleterre, les Bardi et les Peruzzi deviennent les super-compagnies dominantes dans les années 1320. Néanmoins les premiers revers de fortune des Peruzzi surviennent à la fin de cette décennie. La quatrième des six moutures de leur super-compagnie (1324-1331) diminue de moitié son capital et ne distribue pas de dividendes à ses actionnaires jusqu’en 1338. Le renversement d’Édouard II à l’automne 1326 contraint Bonifazio Peruzzi, le directeur de la compagnie, ainsi que son facteur de longue date, Giovanni Giuntini, à quitter Londres en 1328, devant se contenter de laisser sur place un représentant de second rang. Toutefois, dès l’année suivante, les Peruzzi rentrent dans les grâces d’Édouard III qui leur attribue la moitié de la collecte des sommes ecclésiastiques, des taxes portuaires et l’administration des monnaies royales (sans la gestion d’ateliers de frappes). Cela dit, ils ne redeviennent pas d’importants créanciers du roi avant 1335, lorsqu’ils s’associent avec les Bardi pour former une sorte de « joint-venture ». Cependant les prêts qu’ils accordent à Édouard III, au début de la Guerre de Cent Ans, leur ferment le marché français, les éloignent de la faveur papale et les brouillent avec les Angevins de Naples.
Édouard III répudie ses dettes en octobre 1343 (dont environ 100 000 florins aux Peruzzi) et la super-compagnie déclare faillite en 1344. Les petits investisseurs sont les plus touchés, tandis que les Peruzzi, pour leur part, réussissent à réduire leurs pertes en émettant des obligations sur le marché couvrant 80 % de leurs dettes mais les couronnes anglaise et angevine ne remboursent pas non plus les repreneurs. Les arrangements finaux accordent aux créanciers 36,25 % de leurs réclamations contre les Peruzzi.
La faillite de la super-compagnie fut attribuée au défaut de remboursement de la couronne britannique, à ses propres problèmes structurels venant de son manque de liquidité, à la Guerre de Cent Ans qui affectait le transport et le commerce de la laine dans les Flandres, aux tensions qui secouaient la botte italienne nuisant là aussi aux affaires, ainsi qu’aux mésententes avec la papauté,. En 1341, le rapprochement de Florence avec Louis IV de Bavière, ennemi juré de Benoît XII, aurait fait perdre aux Peruzzi leur lucratif commerce avec le Saint-Siège. 
Les troubles politiques et économiques à Florence même ont aussi joué un rôle dans la faillite des Peruzzi. Au cours des décennies antérieures, les guerres qu’ils supportent dans le nord de la Toscane afin de sécuriser leur commerce avec le nord de l’Europe sont coûteuses et désastreuses. Parallèlement une crise économique mène les Bardi à faire un coup d’État raté en 1340, ce qui les contraint à l’exil. Ils complotent avec les Peruzzi afin de porter au pouvoir en 1342 Gautier de Brienne, le Duc d’Athènes, en tâchant d’obtenir de lui l’immunité pour leurs compagnies contre d’éventuels créanciers. Ce dernier décide plutôt de répudier les dettes de la cité contre l’avis du « popolo grasso » qui le fait démettre de ses fonctions en juillet 1343. Le régime est ensuite renversé par un mouvement populaire en septembre 1343, et en l’espace de quelques semaines les Peruzzi et les Acciaiuoli déclarent faillite, suivit en 1346 par les Bardi après que la commune eut décidé de restructurer et de dévaluer sa dette publique dont ces derniers détenaient une large part.
Somme toute, à long terme, la déconfiture politique des Peruzzi leur fut peut-être plus désastreuse que leur faillite économique. Dans les années 1420, les Peruzzi sont encore très prospères, constituant la sixième plus riche famille de Florence, leurs maisons prédominent les environs de Santa Croce où la moitié de leurs 27 branches familiales demeure dans la Piazza di Peruzzi. Toutefois, sur le plan politique, bien que les Peruzzi contribuèrent au gouvernement de la cité avec 9 gonfaloniers et 54 priori (membres du gouvernement) entre 1250 et 1350, ils ne semblent avoir fait représenter qu’un seul gonfalonier après cette période.

## Des complots
Durant la deuxième moitié du XIVe siècle, des membres de la « casato » des Peruzzi ne se laissèrent pas évincer du pouvoir sans combattre, n’hésitant pas à ourdir des complots si nécessaire. Ils semblent avoir manigancé avec d’autres représentants du « popolo grasso » et d’anciens Magnats pour renverser le gouvernement populaire et garder la mainmise sur le pouvoir de 1348 à 1378. Cette même année voit la révolte des Ciompi court-circuitée par les «Conspirateurs de décembre», des membres de la bourgeoisie dont font partie Benedetto di Simone Peruzzi et Bonifazio Peruzzi. Les conspirateurs pouvaient néanmoins s’attirer les foudres de leurs proches, comme Benedetto qui s’est fait maudire par son père pour avoir terni l’honneur familial en n’étant pas à la hauteur des vertus civiques.
Entre 1426 et 1434, alors que Florence est toujours en proie aux conflits entre factions, les Peruzzi concluent un pacte, datant de juin 1433, pour préserver leurs intérêts, rester unis et se protéger contre leurs rivaux. Alliés aux Albizzi, leur coup raté contre les Médicis en 1434 contraint l’essentiel de la « casato » à l’exil ou à l’exclusion de la fonction publique. En 1478, elle semble impliquée dans la conjuration des Pazzi, ce qui de nouveau force une autre partie de la famille à s’exiler. Elle se retrouve dans diverses villes de la péninsule, comme à Vérone ou à Venise, ou à Cagli et à Mondolfo, et finit par ajouter à la lignée une branche française, les Berluc-Pérussis.

## Journal d'un exilé, renommée culturelle, descendance illustre
Condamné à l’exil, Luigi Peruzzi (1410-1484) laissa un manuscrit. Il était le fils de Ridolfo Peruzzi, un des chefs du parti oligarchique qui s’opposa à Côme de Médicis. Bannit de sa patrie, Ridolpho meurt peu de temps après et Luigi son sixième fils âgé de 24 ans décide de s’installer à Avignon en 1445, un ancien comptoir commercial de la famille Peruzzi, d’où il relance ses affaires permettant à sa lignée d’intégrer la noblesse avignonnaise. Réalisant au fil des ans qu’il ne pourrait jamais retourner en sa terre natale, il se résout à l’âge de 65 ans à rédiger son journal d’exil, le Livre, un manuscrit en langue vernaculaire, représentant un testament littéraire et spirituel, faisant l’éloge de la culture florentine.
La renommée de la famille Peruzzi est attestée sur le plan culturel, étant même citée par Dante Alighieri dans le chant XVI du Paradis de la Divine Comédie. Au sommet de sa gloire, elle fit peindre à fresque par Giotto sa chapelle privée dans la basilique de Santa Croce à Florence.
D'autres Peruzzi s'illustrèrent au fil du temps, notamment:
- Baldassarre Peruzzi, peintre, architecte et ingénieur militaire
- Giovanni Sallustio Peruzzi, architecte, fils de Baldassarre Peruzzi.
- Ubaldino Peruzzi, (1822 - 1891) homme politique italien, primo sindaco de Florence.